# Наташа Найс
Наташа Найс (англ. Natasha Nice; родилась 28 июля 1988, Фонтене-су-Буа, Франция) — американская фотомодель, порноактриса.

## Биография

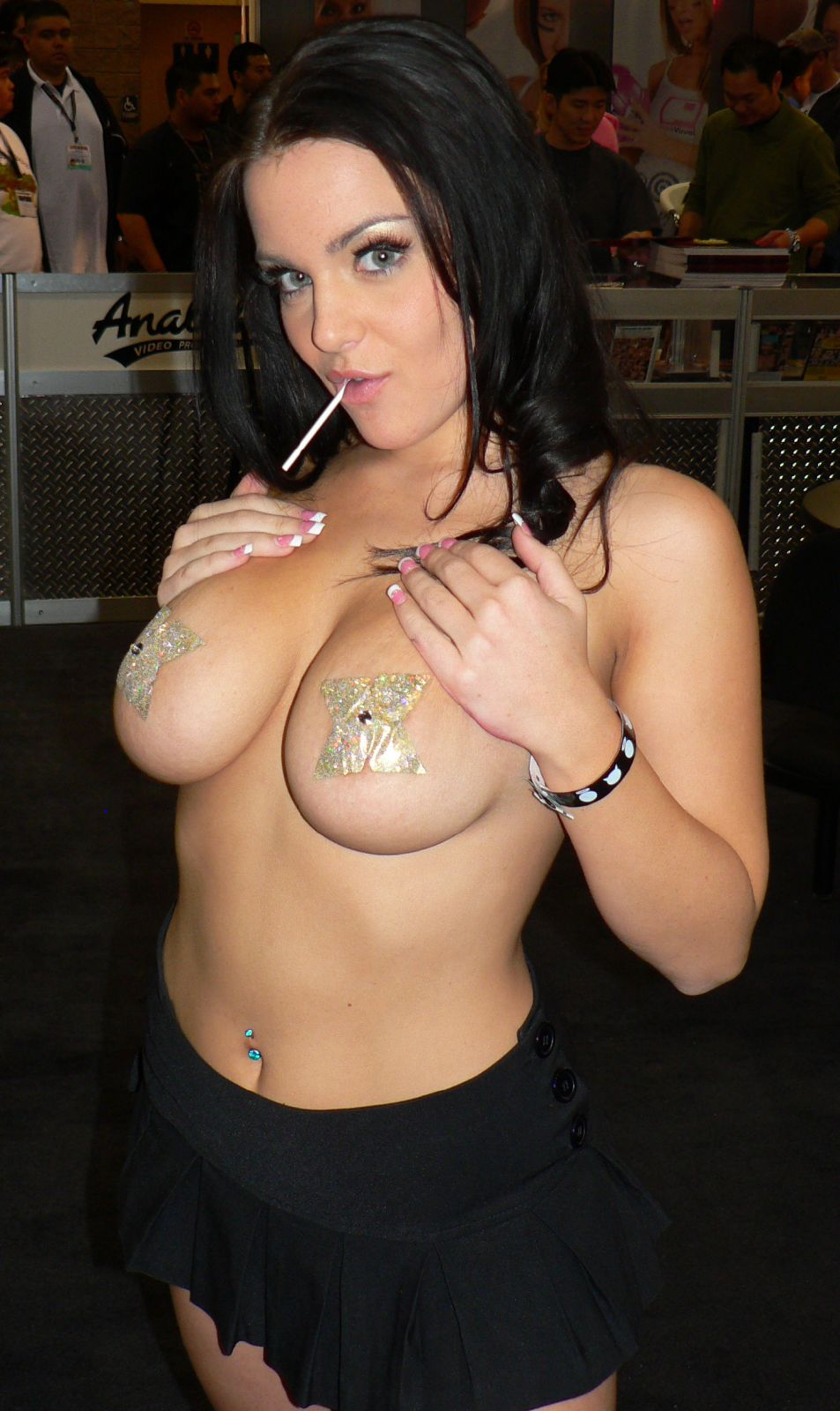

В 1991 году родители переехали из Франции в Лос-Анджелес, штат Калифорния. Она начала работать как актриса порно после окончания частной школы в Голливуде, где она также работала в бургер-баре.
Она начала свою карьеру в порно в 2006 году в возрасте 18 лет.
В июне 2009 году Наташа и пять других людей (в том числе Клер Деймс) были арестованы и заключены в тюрьму по обвинению в непристойном поведении в общественных местах.
На 2021 год Наташа Найс снялась в 770 порнофильмах.

## Премии и номинации
| Год  | Премия    | Номинация                              | Фильм                     | Результат |
| ---- | --------- | -------------------------------------- | ------------------------- | --------- |
| 2008 | AVN Award | Лучшая новая звездочка                 |                           | Номинация |
| 2008 | AVN Award | Лучший POV сексуальная сцена           | POV Fantasy 7             | Номинация |
| 2011 | AVN Award | Самая возмутительная сексуальная сцена | Rocco’s Bitch Party 2     | Номинация |
| 2012 | AVN Award | Лучшая актриса                         | Dear Abby                 | Номинация |
| 2013 | AVN Award | Лучшая актриса                         | Love Is a… Dangerous Game | Номинация |